# Juan Diego Lasso
Juan Diego Lasso Olaya (Bolívar, Colombia, 11 de agosto de 1997) es un futbolista Colombiano. Juega de defensa y su equipo actual es el C.D. Municipal Limeño de la Primera División de El Salvador.

## Clubes
| Club                  | País        | Año       |
| --------------------- | ----------- | --------- |
| Tela F. C.            | Honduras    | 2020-2021 |
| Olancho F. C.         | Honduras    | 2022      |
| Génesis F. C.         | Honduras    | 2023-2024 |
| C.D. Municipal Limeño | El Salvador | 2024-2025 |
| Olancho F. C.         | Honduras    | 2024-Act. |